# П'ятихатка (Перекопський район)
П'ятиха́тка (крим. Pyatıhatka) — село Перекопського району Автономної Республіки Крим.
Розташоване на півночі району.
За даними сільради на 2009 рік, село займало площу 42,1 га, на якій у 163 дворах проживало 672 особи.

## Історія
Село було засноване вихідцями з України у 1887 році, можливо, назву селу дала кількість переселенців — 5 родин.
За Списком населених пунктів Кримської АРСР по Всесоюзному перепису 17 грудня 1926 року, у селі П'ятихатки числилося 19 дворів, усі селянські, населення становило 92 людини і з них 87 українців та 5 росіян.

## Населення
Згідно з переписом УРСР 1989 року чисельність наявного населення села становила 598 осіб, з яких 279 чоловіків та 319 жінок.
За переписом населення України 2001 року в селі мешкало 635 осіб.

### Мова
Розподіл населення за рідною мовою за даними перепису 2001 року:
| Мова              | Відсоток |
| ----------------- | -------- |
| українська        | 61,42 %  |
| російська         | 31,02 %  |
| кримськотатарська | 6,14 %   |
| білоруська        | 0,16 %   |
| молдовська        | 0,16 %   |
| інші              | 1,10 %   |